# Lindy Hop
Lindy Hop (eller Lindyhop) er den originale swingdans fra slutningen af 1920'erne og 1930'erne, og opstod i Harlem, New York. Den udøvedes til musikken fra de store bigbands og var meget populær blandt de sorte amerikanere. De hvide tog dansen til sig og omdøbte den til jitterbug.
Et af de store navne inden for lindy Hop var Frankie Manning. Det mest berømte klip fra lindy hoppens storhedstid stammer fra filmen Hellzapoppin'
Dansen udviklede sig så den passede med tidens musik og inkorporerer elementer fra 20'ernes charleston og 10'ernes cakewalk, og danner grundlag for rock'n'roll, jive og moderne dansk jitterbug. Dansen gør også god brug af jazz-trin og variationer der i dag ses i meget solodans som f.eks. jazzballet.
I modsætning til de efterfølgende stilarter var den oprindelige par-dans en social dans a la tango og salsa, og den kræver ikke nogen fast partner.
Lindy Hoppen fik et comeback i 1980'erne og danses mange i lande ud over hele verden. I København undervises der i Lindy Hop  flere danseskoler.